# 中国人民解放军长白山军事部
中国人民解放军长白山军事部，位于吉林省延边朝鲜族自治州安图县二道白河镇，是吉林省长白山保护开发区管理委员会的中国人民解放军军事机关。

## 沿革
2007年，组建中国人民解放军长白山军事部。隶属中国人民解放军吉林省军区建制，同时又是中国共产党吉林省长白山保护开发区管理委员会工作委员会（简称长白山党工委）的军事工作部门，实行双重领导体制。组建后该军事部一直借住长白山科学研究院原办公楼。2012年8月，在军地各级关心下，该军事部新建办公楼动工，该军事部党委先后6次召开常委会研究营房建设问题，成立了司令员、政委任总指挥的工程指挥部。
2014年10月，武汉大学和华中科技大学的两名大学生在结伴“穿越”长白山边境原始森林时迷路，军地多方经13个小时才成功解救两人。此类事件频发让该军事部党委深感加强边民和游客安全意识、边境意识的重要性，以及搞好驻地国防教育的紧迫性。随后该军事部联合吉林省长白山保护开发区管理委员会，按照“占领主流、延伸阵地、全面覆盖”的思路，出台《长白山旅游与国防教育发展规划》、《长白山军警民联合清区行动方案》、《长白山旅游区与国防技能培训方案》，建立起了旅游开放、互助互补的国防教育、国防技能培训模式。
为提高民兵参训执勤的积极性，该军事部积极帮民兵创业致富，与各人武部请专家办农林新技术培训班，先后免费培训民兵1700余人次；该军事部还在网上“民兵之家”设创业信息共享平台，并且帮民兵找项目、筹资金，扶持民兵因地制宜创业。
该军事部组建后，每年都在7、8、9月每个周末旅游人数集中、易发生突发情况的时候，分别组织6支民兵巡逻队，活跃在长白山北坡、西坡、南坡各旅游景点。

## 历任领导
| 司令员 - 吴杰 大校（2007年—？） - 于宏伟 大校（？—？） - 战晓光 大校（？—） | 党委第一书记 （长白山党工委书记兼） - 石国祥（2007年—2008年） - 徐晗（2008年—2012年） - 谢忠岩（2012年—2016年） - 王子联（2016年—） | 政治委员 - 崔国东 大校（2007年—？） - 刘增新 大校（？—） |

| 参谋长 - 刘文朴 上校（2007年—？） - 王福宝 上校（？—？） - 韩强 上校（？—） | 政治部主任 …… - 贾东朝 上校（？—） |